# جون ر. ليتل
جون ر. ليتل هو كاتب كندي، ولد في 16 أغسطس 1955 في لندن في كندا.

## وصلات خارجية
- الموقع الرسمي